# Capital Iberoamericana de la Cultura
Capital Iberoamericana de la Cultura es un título conferido por el comité sectorial de la Unión de Ciudades Capitales Iberoamericanas a una ciudad iberoamericana, que durante un año tiene la posibilidad de mostrar su desarrollo y vida culturales. Algunas ciudades iberoamericanas han aprovechado esta designación para transformar completamente sus estructuras culturales y ser reconocidas en el ámbito internacional. Cuando una ciudad es nombrada capital iberoamericana de la cultura, en ella se desarrollan todo tipo de manifestaciones artísticas.

## Historia
Nominación que otorga la UCCI (Unión de Ciudades Capitales Iberoamericanas) cada año, entre las diferentes ciudades postulantes de Iberoamérica; el comité sectorial de la UCCI es el ente rector en hacer las nominaciones cada año. Abajo se listan las ciudades nominadas desde su fundación. Las ciudades que se hacen acreedoras de este mérito deben haber participado activamente en los procesos de organización de las ciudades iberoamericanas para la Cultura, así como en las redes y comités (como los formulados en la Agenda 21 de la cultura, la cual consiste en un marco de política para que la diversidad cultural y el ejercicio de los derechos culturales se conviertan en una realidad continental). El Instituto Distrital de Cultura y Turismo de Bogotá es cofundador de la Red Interlocal por la Cultura que agrupa casi 50 ciudades iberoamericanas y participa activamente en el comité de cultura del grupo Ciudades y Gobiernos Locales Unidos (CGLU) que formuló en 2004 la Agenda 21 de la cultura. A lo largo del tiempo esta distinción ha sido dada más de una vez a varias ciudades. Este privilegio es común, ya que varias capitales o ciudades han sido reelegidas por segunda vez, como por ejemplo: Bogotá (Colombia), Lisboa (Portugal), Managua (Nicaragua), Montevideo (Uruguay), La Paz (Bolivia) o Ciudad de Panamá (Panamá).

## Capitales Iberoamericanas de la Cultura
Hasta ahora, han sido elegidas como Capital Iberoamericana de la Cultura:
| Año  | Sede                | Sede        | Ref.  |
| ---- | ------------------- | ----------- | ----- |
| 1991 | Bogotá              | Colombia    | [ 1 ] |
| 1992 | Buenos Aires        | Argentina   | [ 1 ] |
| 1993 | Santiago de Chile   | Chile       | [ 1 ] |
| 1994 | Lisboa              | Portugal    | [ 1 ] |
| 1995 | Managua             | Nicaragua   | [ 1 ] |
| 1996 | Montevideo          | Uruguay     | [ 1 ] |
| 1997 | La Habana           | Cuba        | [ 1 ] |
| 1998 | Madrid              | España      | [ 1 ] |
| 1999 | La Paz              | Bolivia     | [ 1 ] |
| 2000 | Río de Janeiro      | Brasil      | [ 1 ] |
| 2001 | Asunción            | Paraguay    | [ 1 ] |
| 2002 | Lima                | Perú        | [ 4 ] |
| 2003 | Ciudad de Panamá    | Panamá      | [ 1 ] |
| 2004 | Quito               | Ecuador     | [ 1 ] |
| 2005 | Sucre               | Bolivia     | [ 1 ] |
| 2006 | San José            | Costa Rica  | [ 1 ] |
| 2007 | Bogotá              | Colombia    | [ 1 ] |
| 2008 | Managua             | Nicaragua   | [ 1 ] |
| 2009 | La Paz              | Bolivia     | [ 1 ] |
| 2010 | Ciudad de México    | México      | [ 1 ] |
| 2011 | San Salvador        | El Salvador | [ 5 ] |
| 2012 | Cádiz               | España      | [ 1 ] |
| 2013 | Montevideo          | Uruguay     | [ 1 ] |
| 2014 | San Juan            | Puerto Rico | [ 1 ] |
| 2015 | Ciudad de Guatemala | Guatemala   | [ 1 ] |
| 2016 | Andorra la Vieja    | Andorra     | [ 1 ] |
| 2017 | Lisboa              | Portugal    |       |
| 2018 | La Paz              | Bolivia     |       |
| 2019 | Ciudad de Panamá    | Panamá      |       |
| 2020 | Tegucigalpa         | Honduras    |       |
| 2021 | Ciudad de México    | México      |       |
| 2022 | Brasilia            | Brasil      | [ 6 ] |
| 2023 | San José            | Costa Rica  | [ 7 ] |
| 2024 | Sucre               | Bolivia     | [ 8 ] |